# Eddie Royal
William Edward "Eddie" Royal (født 21. maj 1986 i Alexandria, Virginia, USA) er en amerikansk footballspiller, der spiller i NFL som wide receiver for San Diego Chargers. Han blev draftet til ligaen i 2008, og har tidligere repræsenteret Denver Broncos.

## Klubber
- Denver Broncos (2008–2011)
- San Diego Chargers (2012–)